# Нивес Целзијус
Нивес Целзијус (Загреб, 18. децембар 1981) хрватска је певачица, модел, глумица и књижевница рођена као Нивес Зељковић.
Написала је аутобиографију, Гола истина, где описује свој живот пре брака с хрватским фудбалером Дином Дрпићем, у вези која траје од 2004. године. Пар се венчао у Лас Вегасу у јуну 2005. Те су исте године у децембру добили сина Леона, а две године касније и ћерку Таишу. Њена књига је проглашена најпродаванијом у Хрватској, те јој је требало да буде додељена престижна награда Киклоп. Накнадно је одлучено да јој се не додели награда због њене „лоше“ репутације и прошлости. Нивес је одговорила покретањем судског поступка. Жупанијски суд у Пули одлучио је 2013. године да се ауторки мора признати награда, која обухвата статуу и диплому, те да јој се мора јавно доделити, мада је награда Киклоп достављена поштом.
Часопис Плејбој објавио је галерију фотографија Нивес Целзијус у јуну 2004. године.
Играла је Сњежану Мамић, једну од главних улога у хрватској теленовели Чиста љубав.

## Дискографија

### Студијски албуми
- 1999 — Cura moderna

### Синглови
- 2009 — "Побеснео"
- 2010 — "Лоше ја сам"
- 2012 — "Гол"
- 2014 — "Каранфил" (фт. ТС Пет)
- 2014 — "Take me to Брасил"
- 2014 — "Оох, романтика" (фт. Garinho)
- 2014 — "Инферно"
- 2015 — "Kolinda"
- 2015 — "Лутрија"
- 2015 — "Biondina" (фт. А-Капели Св Флориан)
- 2015 — "Када је жена рано"
- 2016 — "Ти ината" (фт. Tarapana Банд)
- 2016 — "Момачко вече"
- 2017 — "Кукулеле"
- 2017 — "Рамос"
- 2017 — "Живот погледај"
- 2018 — "Јен' два три" (фт. Анте М)

## Филмографија
| Год.       | Назив              | Улога                        |
| ---------- | ------------------ | ---------------------------- |
| 2007.      | Заувијек сусједи   | Дина                         |
| 2017-2018. | Чиста љубав        | Сњежана Мамић                |
| 2017.      | И година нова 2018 | Сњежана Мамић/Нивес Целзијус |